# 犬猫 (2004年の映画)
『犬猫』（いぬねこ）は、井口奈己監督・脚本・編集による2004年の日本のドラマ映画。

## あらすじ
中国へ留学するアベチャン（小池栄子）が家を空けているあいだ、友人のヨーコ（榎本加奈子）がアベチャンの家で寝泊まりすることになる。そこへ、幼なじみのスズ（藤田陽子）が訪ねてくる。古田（西島秀俊）との同棲を解消したスズは、アベチャンの了解を得て、ヨーコとの共同生活を始める。ヨーコは、かつては自分の恋人だった古田がスズと付き合っていたことに、割り切れない気持ちを抱えている。
コンビニエンス・ストアでアルバイトをしているヨーコは、職場の同僚である三鷹（忍成修吾）に惹かれているが、三鷹はヨーコの恋心に気づいていない。そんな折、スズは、新たに始めた犬の散歩のアルバイトをしているとき、たまたま三鷹と知り合う。三鷹を家に招いたスズは、3人で夕食を食べようと言い出す。ヨーコは家を飛び出し、古田の住むアパートメントへ向かう。一晩だけ泊めてほしいというヨーコの願いを聞き入れた古田は、ヨーコをアパートメントに残し、ファミリー・レストランで夜を明かす。
翌日、ヨーコが家に帰ると、スズはケーキを作って1人で待っていた。ヨーコは、古田と寝た、と嘘をつく。スズは家を出て、古田を殴りに行く。それでも怒りが収まらないスズは、家に帰ってきて、ふて寝する。スズのケーキを食べたヨーコは、スズの料理の腕前を褒めるが、スズの機嫌は直りそうにない。そのうち、犬の散歩の時間になり、ヨーコがスズの代わりに犬との散歩に出かける。時が経ち、スズが目を覚ます。飼い猫のムーの姿が見当たらないことに気づいたスズは、「ムーちゃん」と呼びかける。

## キャスト
- ヨーコ - 榎本加奈子
- スズ - 藤田陽子
- 三鷹 - 忍成修吾
- 古田 - 西島秀俊
- アベチャン - 小池栄子
- 関口 - 小松留美
- 花屋の店員 - 三浦義親
- スーパーの店員 - 塩谷恵子
- 橋の親子 - 大園玲子
- 橋の親子 - 伊藤緋音
- 石沢 - 矢口純子
- バスの男 - 井口昇

## 発表
2004年、第9回釜山国際映画祭にて上映され、好評を得た。

## 評価
ラッセル・エドワーズは、「文化の壁をたやすく乗り越えて、友情の本質について考えさせる、魅力のある感動的なドラマ」と評した。一方、クリス・フジワラは、本作が「小津安二郎的」と形容されたことのある点に触れて、「小津の作品よりも、侯孝賢が小津に捧げた『珈琲時光』に似ている」と指摘した。
蓮實重彦は、2004年の最良の映画10本のうちの1本に選んだ。
第22回トリノ映画祭では、審査員特別賞と国際批評家連盟賞と最優秀脚本賞特別賞を受賞した。井口奈己は、第45回日本映画監督協会新人賞を受賞した。